# Јован Стрез Балшић
Јован Стрез Балшић (умро после 1468) је био је био владар Мизије, области између Кроје и Љеша. Припадао је породици Балшић.

## Биографија
Јован је са браћом Гојком и Ђорђем владао Мизијом, територијом која се простирала од Белог Дрима до Јадрана. Припадали су породици Балшић која је раније управљала Зетом. Постоје две претпоставке о пореклу Јована и његове браће. Прва је да су деца Влајке Кастриот и Ђурђа Балшића, ванбрачног сина Ђурђа I Балшића (1362-1378). Ову претпоставку заступају Карл Хопф и Јован Музаки. Према Фану Ноли, Јован је био син Јеле Кастриот и Павла Балшића. У оба случаја, Јован би био Скендербегов нећак.
Браћа Балшић били су једни од оснивача Љешке лиге. Савез албанских племића основан је 2. марта 1444. године од стране: Леке Захарије (господара Дања и Сатија), његових вазала Павла и Николе Дукађинија, Петра Спанија (господара Дришта), Леке Душманија (господара Малог Пулта), Андреа Топије (господара области између Драча и Тиране), његовог нећака Тануша Топије, Ђорђа Аријанита Комнина, Теодора Короне Мусашија и Стефана Црнојевића (господара Горње Зете).
Јован је био командант Скендербегове војске од 500 коњаника која је послата да подржи Фердинанда I Напуљског из династије Трастамара у борби против Анжујаца. Поход Јована Балшића уследио је непосредно пре похода самог Скендербега. У Венецији су Јована сматрали за Скендербеговог наследника. Након Скендербегове смрти, и смрти Гојка Балшића, Јован је, заједно са Леком, Прогоном и Николом Дукађинијем, наставио да се бори за Млетачку републику. Млетачки хроничар Стефано Мањо бележи податке о Јовановој смрти. Погинуо је у заседи, при покушају да достави храну опсађенима у Кроји. Глава му је одсечена.